# Hayastani Ankaxowt'yan Gavat' 2013-2014
La Hayastani Ankaxowt'yan Gavat' 2013-2014 (conosciuta anche come Coppa dell'Indipendenza) è stata la 23ª edizione della coppa nazionale armena. Il torneo è iniziato il 18 settembre 2013 ed è terminato il 7 maggio 2014. 
La squadra vincitrice del trofeo è stata il Pyunik, che ha bissato il successo dell'anno precedente.

## Formula
Il torneo viene disputato ad eliminazione diretta con partite di andata e ritorno. Partecipano alla competizione le otto squadre della Bardsragujn chumb 2013-2014.

## Quarti di finale
Gli incontri di andata si sono disputati il 18 settembre e il 2 ottobre mentre quelli di ritorno il 23 ottobre e 6 novembre 2013.
| Squadra 1 | Totale      | Squadra 2   | Andata | Ritorno |
| --------- | ----------- | ----------- | ------ | ------- |
| Ganjasar  | 3 – 1       | Ulisses     | 0 – 0  | 3 – 1   |
| Alaškert  | 1 – 3       | Mika Erevan | 1 – 0  | 0 – 3   |
| Širak     | 2 – 2 (gfc) | Banants     | 1 – 2  | 1 – 0   |
| P'yownik  | 3 – 2       | Ararat      | 1 – 1  | 2 – 1   |

## Semifinali
Gli incontri di andata si sono disputati il 18 e 19 marzo mentre quelli di ritorno il 15 e il 16 aprile 2014.
| Squadra 1   | Totale | Squadra 2 | Andata | Ritorno |
| ----------- | ------ | --------- | ------ | ------- |
| Ganjasar    | 3 – 2  | Banants   | 2 – 1  | 1 – 1   |
| Mika Erevan | 0 – 3  | P'yownik  | 0 – 1  | 0 – 2   |

## Finale
| Arbitro: | Suren Baliyan |

|                              |           |               |
| Hovhannisyan 45’ Baloyan 60’ | Marcatori | 62’ Beglaryan |